# Arnavut ciğeri
Arnavut ciğeri è un piatto turco costituito da pezzi di fegato fritto serviti con cipolle, prezzemolo e peperoncino.

## Storia
La pietanza è entrata nella cultura turca a seguito dell'incontro tra l'impero ottomano e la cultura albanese.